# Stenares harpyia
Stenares harpyia is een insect uit de familie van de mierenleeuwen (Myrmeleontidae), die tot de orde netvleugeligen (Neuroptera) behoort. 
Stenares harpyia is voor het eerst wetenschappelijk beschreven door Gerstäcker in 1863.